# Sirijus
AB Sirijus war ein Elektronik-Hersteller in der litauischen Hafenstadt Klaipėda.
Neben Batterien wurden galvanische Zellen hergestellt.

## Geschichte
1931 wurde  das Unternehmen "Syrius" in Kaunas gegründet, um Batterien herzustellen. Im Zweiten Weltkrieg wurde es zerstört. 1945 errichtete man eine Fabrik, die im August 1945 in Klaipėda weiter tätig war. 1981 produzierte man im Wert von 26,5 Mio. Rubel. Man exportierte 33 % Produktion. Vom 16. November 1990 bis zum 17. November 1993 gab es Valstybinė elementų ir baterijų gamykla „Sirijus“. Vom 17. November 1993 bis zum 26. März 2003 gab  Akcinė bendrovė „Sirijus“. 1996 wurde das Insolvenzverfahren im Bezirksgericht Klaipėda eröffnet. Das Unternehmen schuldete etwa 11 Mio. Euro (4 Mio. Euro an Valstybinė mokesčių inspekcija,  1,1 Mio. Euro an  "SoDra",  3 Mio. Euro an  AB "Vakarų bankas", 800.000 Lt an Finanzministerium (Litauen)). 2001 wurde das neue Unternehmen UAB "Naujasis Sirijus" gegründet. Nach der Insolvenz blieb das Betriebsterritorium verschmutzt.